# 冈田谦三
冈田谦三（日语：／，1902年9月28日—1982年7月25日）是日裔美国画家，生于神奈川县横滨市。他是抽象表现主義画家，以东方的“幽玄”绘画风格而闻名。曾在法国留学。